# Lluitadors per la Unitat i Llibertat de la Gran Síria
Els Lluitadors per la Unitat i Llibertat de la Gran Síria és un grup armat que el desembre de 2005 va reivindicar ser l'autor de l'assassinat de Gebran Tueni i d'haver amenaçat a Detlev Mehlis. Hi ha la possibilitat que tingui relació amb Jund al-Sham.